# Sealion (U-Boot, 1939)
Die Sealion, auch USS Sealion (Kennung: SS-195), ist ein U-Boot der Sargo-Klasse der United States Navy, das von 1939 bis 1941 in Dienst stand.

## Geschichte
Die Sealion wurde am 20. Juni 1938 bei der Electric Boat Company auf Kiel gelegt, lief am 25. Mai 1939 vom Stapel und wurde am 25. Mai 1939 an die US-Navy übergeben. Sie war das 131. U-Boot das Electric Boat für die Navy baute. Das Boot war 91 Meter lang und konnte eine Höchstgeschwindigkeit von 20 Knoten über Wasser und 9 Knoten unter Wasser erreichen.
Nach ersten Erprobungsfahrten wurde das Boot im Frühjahr zusammen mit der Submarine Division (SubDiv) 17 in die Philippinen verlegt, wo es ab Herbst 1940 als Teil der Asienflotte operierte.
Die Sealion wurde am 10. Dezember 1941 durch einen japanischen Luftangriff im Cavite Navy Dock in der Bucht von Manila auf den Philippinen schwer beschädigt. Dabei gab es fünf Tote. Da die vorrückenden Japaner kurz davor standen, den Hafen einzunehmen, gab es keine Zeit für Reparaturen. Alle brauchbaren Teile wurden ausgebaut und das U-Boot wurde im Hafen mit offenen Luken versenkt.